# Lappula cynoglossoides
Lappula cynoglossoides là loài thực vật có hoa trong họ Mồ hôi. Loài này được Gürke mô tả khoa học đầu tiên.